# 黒いラブレター
『黒いラブレター』（くろいラブレター）は、東谷文仁による日本の漫画作品。漫画雑誌『月刊少年ジャンプ』（集英社）にて、2003年3月号から2007年7月超特大号（休刊号）まで連載された。単行本は全7巻。

## 概要
初期は一話完結型のギャグ漫画であり、キャラクターも話毎に入れ替わっていた。しかし、3巻辺りから過去作品の続編的な話が収録されるようになり、次第に同じキャラクターが度々登場したり、数話にわたって連続した話が描かれたり、違う話のキャラクターがクロスオーバーして登場するように変化していった。5巻からは、キャラクターを一新した話は見られなくなった。

## 登場人物一覧

### 生徒会シリーズ
白百合 愛無（しらゆり あいむ）
名前の通り愛のない、傍若無人な性格の少女。学校の理事長である白百合晩代（しらゆりばんだい）の娘で、学校の実質的な支配者。強力な部下たちを従えて、日夜何か面白いことを探している。精鋭揃いの生徒会では一番非力だが、容赦ない騙し討ちや恐喝を得意とし、逆らう者はいない。
ユレゲラー
生徒会副会長で、愛無のサポート役かつボケ担当。高校生には見えないフケ顔で、本人も気にしているのか、「フケ顔」と言われるとキレて暴れる。ありとあらゆる武術の段位を持つ。
西田 学（にしだ まなぶ）
デブで脂ぎった、絵に描いたようなオタク。青春を取り戻すために25歳で高校に入り直した。ボケ担当。アニメ「堕天使ポエミィ」のファンで、良く物真似や腹話術を披露する。自身は世を忍ぶ神で、姿と名前は仮のものと自称している。格闘ゲームで会得した必殺技を実際に駆使する事が出来、その強さはかなりのもの。
佐々木 龍一（ささき りゅういち）
1年の1学期で成績が悪すぎて留年が決定、生徒会に入ることを条件に留年を免れる。生徒会の書記で、ツッコミ担当として着任した。当初はアダ名が「もっこり一丁」で、アイドルオタクという事にされていたが、コスプレ好きがばれ、以後「コスプレ」と呼ばれる。今まで喧嘩で負け無しだったらしいが、生徒会を訪れた初日にユレゲラーと西田にあっさりと負け、自信を無くしつつある。
美雪（みゆき）
苗字不明。下着を盗まれた少女だが、下着を盗んだのは彼女の父親であった。
美雪の父親（みゆきのちちおや）
本名不明。娘の下着を盗んだ張本人。初めはサングラスをかけて下着を頭に被った姿で現れ、学や龍一を悶絶させたが、愛無の金的攻撃によって正体を暴かれた。

### 魔王シリーズ
魔王（まおう）
魔界で魔王の座を奪われ、その座を奪還するために強力な猛者を探す目的で地球へやってきた。後に森脇に拾われて森脇のラーメン屋の店長代理に就任。魔王なのだがとても弱く、態度も腰が低い。頭頂部の角は実は飾り。必殺技は魔界では大半の魔族に効果的である光属性の衝撃波「ファントムクラッシャー」だが、地球では撃てない。
サル
魔界に生息する「サルッポイ」という動物で、人語を解し、喋る事も出来る。魔王のペットだが、魔王の言うことはまったく聞かない。それなりに可愛い外見を利用し、人に助けてもらったりするが、内心はずる賢い。魔法陣を描いて、魔界と人間界を行き来することができる。
森脇（もりわき）
筋骨隆々なラーメン屋の店主。店のメニューは「森脇ラーメン」のみ。常日頃鍛えられた強靭な肉体は、魔界の魔物たちでも敵わない。口よりも先に手を出す粗暴な男だが、女性には一切手を出さないといった、普段の行動からは想像できない紳士的な一面も持っている。「男気コンテスト」という良く分からないコンテストでここ数年1位を取り続けているらしい。ラーメンは「男の汗が隠し味」と豪語し、どんぶりには必ず腕を突っ込んでから客に出す。食べさせられた魔王やサル曰く、美味しいらしい。
ジョージ
魔界からやってきた謎の男。全身が濃い体毛で覆われた、たくましい肉体が特徴。魔王の「ファントムクラッシャー」も無効化する。サルの転移魔法に入り、人間界についてきてしまう。その後は森脇に気に入られ、魔王とともにラーメン屋で働いているようである。必殺技は地と雷の属性を持つ衝撃波「ジョージダイナマイツ」だが、魔王と同じく地球では放てない。

### 変態児童シリーズ
無木出汁次郎（むきだし　じろう）
常に乳首が見えるシャツを着ている変態小学生。学校では、（いろんな意味で）一目置かれている存在。博士くんからは、「ムキさん」と呼ばれている。
無木出汁　一（むきだし　はじめ）
無木出汁の父。全裸の上に貝のブラジャーとチンコガードと呼ばれるものを付けている。職業は大工。息子からは、「はじめちゃん」と呼ばれている。
博士くん
無木出汁の親友。プライドを捨てることにより、「博士さん」という変態になることができる。無木出汁曰く、彼はもう無木出汁のファミリーの一員であるという。

### 小便王シリーズ
岡本 貴夫（おかもと たかお）
高校1年にもかかわらず、些細なこと（特に怖い話や状況）で大量にお漏らししてしまう特異体質。家中でお漏らしをするために、妹によく怒られている。祖父からもらった人形、弥生さんが一番の友達。
岡本 さやか（おかもと さやか）
幼い頃からお漏らしする姿を何度も見ているためか、兄に対する尊敬の念はまったくない。自分の部屋でお漏らしされると、当然ながらとても怒る。弥生さんとも仲が良く、普通に会話している。
弥生さん（やよいさん）
着物を着た少女の姿をした、髪の伸びる人形。100年ほど生きており、古風な喋り方をする。したたかな性格。

### インモーシリーズ
インモーとは、「インパクトモーション」の略語である。
田原 年男（たはら としお）
超マイナーバンドでボーカルを担当する、47歳の男。黒のサングラスとトシちゃんマークのランニングがトレードマーク。渋い歌声にコアなファンも存在する。あだ名はトシちゃん。
近藤 正男（こんどう まさお）
インモーでギターを担当する23歳独身。ミュージシャンっぽく、ロン毛で金髪がトレードマーク。住んでいた家が火事で燃えてしまったので、トシちゃんと同居することに。父は天国喫茶経営で、母がトシちゃんのファン。あだ名はナシ男（小学校入学時、ランドセルを買うお金でギターを買った結果呼ばれた「ランドセルナシ男」という過去から）。
武田（たけだ）
下の名前は不明。インパクトモーションのプロデューサー。太っているからか、インモーや殺子から「ブヨデューサー」と呼ばれ、その度に訂正する。ミュージシャンは月給制と騙して教えており、彼らの印税をあらかた頂いている。
死祭 殺子（しまつり さつこ）
インパクトモーションのマネージャー。和服に身を包んだ近畿方言の女性。怒りっぽく、口より先に手が出る。元は売れない演歌歌手で、デビューシングルが呪いのCDとして大量に返品され、自殺を考えていたところを、プロモーションビデオの撮影で山に来ていたインモーに止められる。安さにつられて購入した三味線が呪われていたらしく、怨幌商事で除霊した後、紆余曲折を経てマネージャーに雇われる。

### 探偵シリーズ
明珍庫 五郎（あけちんこ ごろう）
ボロ旅館に住み着き、ライバルの金玉一と推理勝負するため、何か事件が起きるのを待っている。事件が起きると、金玉一と共謀して警察に連絡できないようにする嫌な探偵。顔はそれなりに美形で、自身もプレイボーイを気取っているが、男とブスには容赦ない。
金玉一 棒介（きんたまいち ぼうすけ）
ボロ旅館に住み着き、ライバルの明珍庫と推理勝負するため、何か事件が起きるのを待っている。小学生の頃に既にIQが120を超えていたと豪語し、更に当時の姿で既に髭が生えていた。
金成 ひまお（かなり ひまお）
ボロ旅館の経営者。自称名探偵たる2人のせいで客が来ないのではと日々嘆いている。
官景 内代（かんけい ないよ）
ボロ旅館の女将。基本的にツッコミ役。
網野さん（あみのさん）
ボロ旅館の板前。

### VS生徒会長様
生徒会・魔王・小便王シリーズのクロスオーバー作品。ひょんな事から魔界に旅立った魔王・サル・ジョージ・愛無・コスプレ・西田・ユンゲラーは成り行きで魔王の魔界奪還に協力する事になるのだが…。
ジョランポ
猫耳、ロン毛、猫シッポと三拍子揃ったオタクが好みそうな出で立ちで、顔立ちもまるで女の子のようだが、実は完全な男。魔王城を居城としている。魔界では圧倒的な強さを誇っていたが、愛無の計略により魔王達と共に人間界に飛ばされて魔法を失い、更に男であることがばれてボコボコにされた。後に性別は関係ないと西田に惚れられてしまい、ストーカー行為をされている。
ジャバラ
ジョランポの姉。恐ろしい形相をしているが、ジョランポと同じく猫耳、猫シッポ。ジョランポの敗北を受けて人間界に現れたが、それは弟の為ではなく、“自分”達が侮られた事への意趣返しだった。驚異的な力と幽霊故の不死身を誇るも、同じく幽霊のカメラ小僧に付きまとわれ、魔界に退散してしまう。

## シリーズ一覧
いんちき医者シリーズ
さまざまな難病を治すといわれている医者だが、実はやりたい放題で患者を弄ぶだけのいんちき医者。
ボロ旅館シリーズ
電波も届かないところにあるボロ旅館。そこには五郎と棒助の2人が住み着いており、名探偵と思しき格好をしている。
小便王シリーズ
些細な事で多量の小便を漏らす小便王・岡本貴男と、その妹の彩香と、生き人形の弥生の、ボケと突っ込みを主軸としたシリーズ。ある日、祖父から送られてきた人形の弥生は、実は呪いの人形だった。最初は恐怖する兄妹だったが……。
インモーシリーズ
インモーとは、IMPACT MOTION (インパクトモーション) の略称である。ナシ男とトっちゃんの2人のバンドが上司に突っ込まれつつも活躍する。
魔王シリーズ
魔王の座を追われて魔界から来た魔王が、人間界で置いてけぼりにされたサルと一緒に、魔界奪還に協力してくれる猛者を求めて彷徨う話。後のVS生徒会長様の前半の骨子にあたるシリーズ。
婆ちゃんシリーズ
2人の姉弟の親は、夏休みになると子を置いてどっかに行ってしまう。その親から送られてきたお金で田舎の婆ちゃんに会いに行くのだが、お婆ちゃんはさまざまなコスプレと奇行で2人の姉弟を弄ぶのであった。
生徒会長シリーズ
成績最低の高校生が、進学と引き換えに生徒会に入る事に。だがそこは、学園の真の支配者である愛無が変人を引き連れ、自分の欲求を満たす異様な空間だった。
VS生徒会長様
本シリーズでは珍しく一話非完結型の作品。『月刊少年ジャンプ』の廃刊に向けて、前半は魔王・生徒会シリーズのキャラクターが魔界でジョランポと戦うさまを描く。後半はジョランポの姉であるジャバラが、敗北したまま報復も果たせていないジョランポへの制裁と、生徒会メンバーへの雪辱を果たす為に、魔界から現れるという筋書き。後半では、小便王シリーズのキャラクターも合流している。愛無の致死トラップにかかっても死なず、どこに隠れても現れる不死身で神出鬼没のジャバラ。実は彼女には秘密が……。